# Syngnathus euchrous
Syngnathus euchrous — вид морських іглиць. Мешкає в східній Пацифіці від Редондо-Біч в південній Каліфорнії, США, до центральної Баха-Каліфорнії, Мексика. Морська субтропічна демерсальна риба, сягає 25 см довжиною.